# Sociolingüística educativa
La sociolingüística educativa és un subcamp de la sociologia del llenguatge que estudia les relacions entre el llenguatge i l'educació. La recerca en aquest àmbit, s'ocupa de les relacions dins les aules, l'educació informal, l'aprenentatge dins la comunitat i l'adquisició de coneixements a través dels mitjans de comunicació, és a dir, el camp social educatiu en tot el seu abast.
Des d'una perspectiva sociolingüística, tan importants són l'estudi de l'aprenentatge, o pèrdua, del sistema lingüístic, com l'estudi dels usos lingüístics i de les ideologies lingüístiques que es manifesten en els diversos entorns educatius.

## Principal investigador
El sociolingüista britànic, Basil Bernstein (1924-2000), va ser un dels principals impulsors d'aquest nou enfocament basat en la recerca dels sistemes simbòlics, les relacions socials i l'estructura de l'experiència. La seva teoria sociolingüística és d'un gran interès per l'educador, perquè relaciona, en el pla formal, els principals contextos de socialització, és a dir, la família, l'escola i els mitjans de treball, amb el desenvolupament i el control de les formes de comunicació i de funcionament intel·lectual.
Bernstein argumenta que les relacions socials són les que regulen els significats que creem i els assignen a través dels rols socials, que d'una manera selectiva donen forma a les opcions lèxiques i sintàctiques, a la capacitat metafòrica i als recursos simbòlics dels individus. Aquesta relació entre les normes culturals i els sistemes de significats són objecte d'estudi de la semiòtica social tot i que la regulació entre els significats socials i els usos lingüístics s'articulen mitjançant els codis. Aquests es poden definir com: “un principi regulador, adquirit de forma tàcita, que selecciona i integra significats, formes de realització i contextos evocadors rellevants” (Bernstein 1990).
En l'àmbit educatiu, l'estudi de la teoria dels codis de Bernstein (1983) ha estat cabdal, ja que l'autor és del parer que la llengua pot ser la causa fonamental de l'alt índex de fracàs escolar que es detecta en els grups socials menys afavorits. L'escola és un dels principals instruments de socialització i exerceix un important control sobre la transmissió dels usos lingüístics dominants, fet que perjudica els alumnes amb una situació sociolingüística diferent i conseqüentment esdevé una font de conflictes pel que fa al rendiment escolar. Els conflictes esmentats per Bernstein sobre el baix rendiment escolar, es poden atribuir a diversos factors, entre ells la baixa exposició al codi escolar en termes sociolingüístics, les diferències lingüístiques i culturals entre l'entorn familiar i l'escola, l'estatus sòcio-econòmic dels alumnes, les posicions jeràrquiques entre les classes socials i les actituds entre els codis sociolingüístics. En aquest sentit, Bernstein afirma que les actituds negatives envers les formes no estàndard de comunicació són més rellevants a l'hora de determinar els resultats acadèmics que les pròpies diferències lingüístiques.